# Thirsty Work
Albums de Status Quo
Live Alive Quo
(1992) Don't Stop
(1996)
Singles
1. I Didn't Mean It
Sortie : 25 juillet 1994
2. Sherri, Don't Fail Me Now!
Sortie : 10 octobre 1994
3. Restless
Sortie : novembre 1994

Thirsty Work est le vingt-et-unième album studio du groupe de rock anglais Status Quo. Il est sorti le 22 août 1994 sur le label Polydor et a été produit par Francis Rossi.

## Historique
Au printemps 1994, les membres du groupe se retrouvent fréquemment au studio ARSIS, propriété de Francis Rossi pour travailler et enregistrer les morceaux qui composeront le nouvel album. Plus de trente titres sont enregistrésmais seulement seize seront retenus. En attendant sa sortie le groupe participe à plusieurs festivals avec des concerts donnés en Hongrie, Slovaquie et en Estonie. L'album sort le 22 août 1994 et le groupe entame sa tournée le 3 octobre 1994 à Dornbirn en Autriche. L'album ne comprend aucune chanson signée par Rick Parfitt, une première depuis les débuts du groupe, il mettra en avant que les chansons qu'il a composé ne s'accordent pas au style de l'album, voire une panne d'inspiration. Il avouera plus tard qu'il n'aime pas cet album, qui n'est pas assez "hard" à son goût, il faut dire que le style de l'album est bien plus "pop" que "rock". Sorry, la chanson qui clôture l'album est une composition que Francis Rossi et Bernie Frost ont écrit en 1980 et qui figure sur l'album de Demis Roussos, Man of the World (1980), les deux musiciens jouent d'ailleurs sur le titre
Le 25 juillet 1994 sort le premier single I Didn't Mean It, il se classa à la 21e place des charts britanniques. Deux autres singles sortiront avant la fin de l'année 1997,  Sherri, Don't Fail Me Now! (#38) et Restless, une chanson de Jennifer Warnes, (#39).
L'album se classa à la 13e place au Royaume-Uni et connut un certain succès en Suisse où il resta classé pendant dix semaines pour une dixième meilleure place.
En 2020, l'album sera réédité dans sa version Deluxe avec un Cd comprenant les faces B des singles et des versions inédites.

## Liste des titres
| No  | Titre                    | Auteur                                     | Durée |
| --- | ------------------------ | ------------------------------------------ | ----- |
| 1.  | Goin' Nowhere            | Francis Rossi, Bernie Frost, Tony McAnaney | 3:47  |
| 2.  | I Didn't Mean It         | John David                                 | 3:21  |
| 3.  | Confidence               | Andy Bown                                  | 3:13  |
| 4.  | Point of No Return       | Bown, John Edwards                         | 3:49  |
| 5.  | Sail Away                | Rossi, Frost                               | 3:34  |
| 6.  | Like It or Not           | Rossi, Frost                               | 4:00  |
| 7.  | Soft in the Head         | Rossi, Frost                               | 3:19  |
| 8.  | Queenie                  | Rossi, Frost                               | 3:30  |
| 9.  | Lover of the Human Race  | Rossi, Bown                                | 3:30  |
| 10. | Sherri Don't Fail Me Now | Bown, Edwards                              | 3:18  |
| 11. | Rude Awakening Time      | Rossi, Frost                               | 4:11  |
| 12. | Back On my Feet          | Rossi, Frost                               | 3:04  |
| 13. | Restless                 | Jennifer Warnes                            | 4:08  |
| 14. | Ciao Ciao                | Rossi, Bown                                | 3:30  |
| 15. | Tango                    | Rossi, Frost                               | 4:04  |
| 16. | Sorry                    | Rossi, Frost                               | 3:29  |

### Disque bonus de la réédition 2020
| No  | Titre                                                           | Auteur                | Durée |
| --- | --------------------------------------------------------------- | --------------------- | ----- |
| 1.  | Survival (Face B du single I Didn't Mean It)                    | Rossi, Bown           | 3:26  |
| 2.  | She Knew Too Much                                               | Rossi, Bown           | 3:46  |
| 3.  | Tossin' and Turnin' (Face B du single Sherri Don't Fail Me Now) | Rossi, Frost          | 4:09  |
| 4.  | Down to You (Face B du single Sherri Don't Fail Me Now)         | Rossi, Bown           | 3:15  |
| 5.  | Beautiful (face B du single Sherri Don't Fail Me Now)           | Rossi, Bown           | 3:43  |
| 6.  | And I Do (Face B du single Restless)                            | Rossi, Bown, McAnnany | 3:56  |
| 7.  | Democracy (Face B du single Restless)                           | Leonard Cohen         | 4:25  |
| 8.  | I Didn't Mean It (version acoustique)                           | David                 | 4:03  |
| 9.  | Sherri Don't Fail Me Now (version rallongée)                    | Bown, Edwards         | 3:47  |
| 10. | Restless (version avec orchestre)                               | Warnes                | 4:13  |
| 11. | I Didn't Mean It (Hooligan version)                             | David                 | 3:57  |
| 12. | Goin' Nowhere (Live in Stockholm (1994))                        | Rossi, Bown, McAnnany | 4:08  |
| 13. | Soft In The Head (Live in Stockholm (1994))                     | Rossi, Frost          | 3:32  |
| 14. | Rude Awakening Time (Live in Stockholm (1994))                  | Rossi, Frost          | 4:11  |
| 15. | Restless (Live in London (1994))                                | Warnes                | 4:46  |

## Musicien
- Francis Rossi: chant, guitare solo
- Rick Parfitt: guitare rythmique
- Andy Bown: claviers, chant
- John Edwards: basse
- Jeff Rich: batterie, percussions

## Charts

### Album
| Pays                          | Durée du classement | Meilleur classement | Date              |
| ----------------------------- | ------------------- | ------------------- | ----------------- |
| Allemagne (GfK Entertainment) | 4 semaines          | 87e                 | 3 octobre 1994    |
| Écosse (Scottish Album Chart) | 3 semaines          | 28e                 | 28 août 1994      |
| Pays-Bas (MegaCharts)         | 3 semaines          | 87e                 | 17 septembre 1994 |
| Royaume-Uni (UK Albums Chart) | 3 semaines          | 13e                 | 28 août 1994      |
| Suède (Sverigetopplistan)     | 5 semaines          | 6e                  | 2 septembre 1994  |
| Suisse (Schweizer Hitparade)  | 10 semaines         | 10e                 | 18 septembre 1994 |

### Singles
| Single                   | Chart               | Durée du classement | Position | Date             |
| ------------------------ | ------------------- | ------------------- | -------- | ---------------- |
| I didn't Mean It         | (UK Singles Chart)  | 4 semaines          | 21e      | 7 août 1994      |
| I didn't Mean It         | (IRMA)              | 1 semaine           | 23e      | 11 août 1994     |
| I didn't Mean It         | (Sverigetopplistan) | 3 semaines          | 21e      | 12 août 1994     |
| Sherri Don't Fail Me Now | (UK Singles Chart)  | 2 semaines          | 38e      | 16 octobre 1994  |
| Restless                 | (UK Singles Chart)  | 2 semaines          | 39e      | 27 novembre 1994 |